# Eclipse Virgo
Eclipse Virgo (anciennement Springsource dm Server) est un serveur d'applications OSGi Libre entièrement écrit en Java, publié sous licence GNU GPL V3 puis passé en Eclipse Public License. Parce que le logiciel est écrit en Java, Virgo peut être utilisé sur tout système d'exploitation fournissant une machine virtuelle Java. 
Springsource dm Server était initialement édité par la société Springsource, créatrice du standard de facto du monde java Spring, et présente la particularité d'être une implémentation de la norme OSGi, confirmant ainsi la prise de recul revendiquée par Spring vis-à-vis du monde Java EE (J2EE, JEE5).
SpringSource dm Server a été donné à la fondation Eclipse sous le nom de Eclipse Virgo.
Virgo constitue la brique middleware de la plateforme Springsource Application Platform (S2AP).